# Bruno Vander Stichele
Bruno Vander Stichele (Gullegem, 23 juni 1862 – aldaar, 20 december 1940) was een Belgisch rooms-katholiek priester en taalijveraar in het kielzog van Guido Gezelle.

## Levensloop
Bruno Vander Stichele was een zoon van de Gullegemse vlaskoopman Charles Vander Stichele en van Rosalie Nuttens. Hij werd in  1888 tot priester gewijd in de Sint-Salvatorkathedraal in Brugge en aangesteld als leraar in het Sint-Amandscollege in Kortrijk. In 1892 werd hij onderpastoor van de parochie Onze-Lieve-Vrouw-Bezoeking in Lissewege en in 1897 van de parochie Sint-Antonius in Ingooigem, waar Hugo Verriest pastoor was (1895-1912). Hij leerde er ook Stijn Streuvels kennen, die in 1905 op de parochie kwam wonen. In 1908 nam hij ontslag en werd aalmoezenier in Wielsbeke en vervolgens in Moorsele. Tijdens het interbellum ging hij, samen met zijn zus Christina, in Gullegem wonen.

## Guido Gezelle
Bij de familie Vander Stichele was een familielid van Gezelle werkzaam als meid. Gezelle was er als kind vaak komen spelen met zijn leeftijdgenoot Charles en zo leerde hij de familie kennen.
Bruno Vander Stichele was een enthousiast 'zanter' in dienst van Guido Gezelle. Hij correspondeerde met hem en beantwoordde taalvragen die gesteld werden in Loquela. 